# 堀元彰
堀 元彰（ほり もとあき、1961年 - ）は、日本のキュレーター。

## 経歴
暁星高校卒業。
東京大学文科三類インタークラス2組入学、同文学部国文科卒業。
早稲田大学大学院文学研究科美術史専攻課程修了。
神奈川県立近代美術館学芸員(1993年 - 2002年)を経て、東京オペラシティアートギャラリーのチーフキュレーター(2003年 - 2022年)。

## 人物
新人作家の発掘にも熱心に取り組む。母は若柳哥世。

## 主な著書・編書
- 『美術検定公式テキスト 西洋・日本美術史の基本』 美術出版社, 2008, ISBN 4568240239.